# Калиниченко, Регина Зигманто
Регина Зигманто Калиниченко (до замужества Шимкуте, род. 21 декабря 1985, Херсон) — бывшая украинская и российская гандболистка, бывший игрок сборной Украины (до марта 2012 года) и клуба «Ростов-Дон».

## Биография
Родилась в Херсоне. Отец — литовец, мать — русская. Окончила Херсонское высшее училище физической культуры, затем Львовский государственный университет физической культуры. Во время учёбы в училище выступала в женской команде по футболу, получила звание кандидата в мастера спорта по футболу.
В составе сборной Украины участвовала в чемпионате мира 2005, чемпионатах Европы 2008 и 2010 годов.
В декабре 2014 года сменила украинское гражданство на российское.
19 апреля 2017 года родила дочь Таисию.
В 2020 году объявила о завершении карьеры игрока.

## Достижения
Чемпионат Румынии:
- Чемпион: 2008/09, 2009/10

Чемпионат Украины:
- 2 место: 2004/05, 2006/07, 2007/08

Чемпионат России:
- Чемпион: 2014/15,2016/2017,2017/2018, 2018/2019, 2019/2020
- 2 место: 2010/11, 2011/12, 2012/13, 2015/16
- 3 место: 2013/14

Кубок России:
- Обладатель: 2011/12, 2012/13, 2015/2016, 2016/2017, 2017/2018, 2018/2019)

Суперкубок России по гандболу среди женщин:
- Обладатель Суперкубка России 2015, 2017, 2018, 2019

Лига чемпионов ЕГФ:
- Финалист: 2009/10, 2018/2019

Кубок ЕГФ:
- Финалист: 2014/15
- Обладатель Кубка ЕГФ 2016/2017